# Kašpar Arzenius z Radbuzy
Kašpar Arzenius z Radbuzy († 13. září 1629) byl děkanem Metropolitní kapituly v Praze.

## Životopis
Kašpar Arzenius se narodil v Plzni. Vystudoval nejdříve jezuitský konvikt u sv. Bartoloměje v Praze a teologii v římské koleji Germanicum, kde dosáhl doktorátu. Roku 1601 byl zvolen sídelním kanovníkem Metropolitní kapituly sv. Víta. Roku 1605 byl zvolen kantorem a seniorem chóru. Roku 1609 se stal jednak svatovítským scholastikem, a dále byl zvolen proboštem Královské kolegiátní kapituly na Vyšehradě. Byl povýšen do šlechtického stavu. Roku 1614 jej arcibiskup Jan Lohelius povýšil na generálního vikáře, oficiála, a zároveň byl toho roku zvolen děkanem metropolitní kapituly. V katedrále ve Šternberské kapli Arsenius dal vztyčit oltář. Za českého stavovského povstání v roce 1618 Arsenius chránil kapitulní poklad, knihovnu i archiv, kterým hrozilo nebezpečí rozchvácení. Po bitvě na Bílé hoře kázal při opětovném vysvěcení chrámu sv. Víta již v únoru 1621.

## Dílo
Vydal Knížku o blahoslavené Panně Marii a přečisté rodičce Syna Božího a o divích, kteříž se dějí před jejím obrazem v Staré Boleslavi, v níž poprvé sepsal historii a zázraky, které se děly před milostným obrazem (tepaným reliéfem ze slitiny mědi a zlata, který dle legend nosil na krku již sv. Václav) Madony s Ježíškem ve Staré Boleslavi, který byl v té době prohlášen Palladiem země České. Ta vyšla u Pavla Sessia poprvé roku 1613, podruhé dva měsíce před jeho smrtí roku 1629. Obě vydání jsou věnována Vilému Slavatovi z Chlumu a Košumberka a Jaroslavu Bořitovi z Martinic.